# Bíró Béla (újságíró)
Bíró Béla (Nagyvárad, 1893. június 29. – Temesvár, 1975. március 18.) magyar közgazdász, újságíró.

## Életútja
Középiskolai tanulmányait szülővárosában végezte, majd magánúton közgazdasági tanulmányokat folytatott. 1921-ben szerkesztette és kiadta a Nagyváradon rövid ideig megjelenő Művészvilág című folyóiratot. 1923-ban a Máramaros című hetilapot szerkesztette Máramarosszigeten, 1924–25-ben ugyanott a Máramarosi Újságot. 1926-tól a kolozsvári Újság és a Consum című közgazdasági lap munkatársaként működött, 1927–28-ban az ugyancsak kolozsvári Commerz temesvári szerkesztője, 1929-től 1940-ig Temesváron szerkesztett gazdasági lapokat. 1945 után a románul és magyarul megjelenő Consum gazdasági hetilap szerkesztője, 1948-tól az Agerpres temesvári tudósítója. 1949-től 1962-ig a temesvári Szabad Szó belső munkatársa.